# Aechmea dactylina
Aechmea dactylina es una especie fanerógama de la familia de Bromeliáceas. Es originaria de Costa Rica y Ecuador.

## Descripción
Son epífitas, que alcanzan un tamaño de 60–120 cm de alto en flor. Hojas 50–92 cm de largo; vainas elípticas, 7–16 cm de ancho, enteras, densa a subdensamente café punteado-lepidotas; láminas liguladas, 3.5–6.5 cm de ancho, agudas a acuminadas, espinoso-serradas, glabras a abundantemente lepidotas. Escapo erecto, 55–70 cm de largo, glabro a esparcidamente flocoso, brácteas erectas mucho más largas que los entrenudos, enteras; inflorescencia laxa a densamente 1 o 2-compuesta, raquis 6–45 cm de largo, con 19–50 espigas, al menos las ramas inferiores con 2–5 espigas digitadas o pinnadas, brácteas primarias mucho más cortas que las ramas laterales, brácteas secundarias apenas más largas que las bases estériles de las espigas; espigas con 16–30 flores patentes, brácteas florales ampliamente ovadas a elípticas, 1.2–1.6 (–2) cm de largo, agudas, mucronuladas, carinadas apicalmente, glabras, flores sésiles; sépalos 7–8 mm de largo, ligeramente asimétricos, agudos, glabros a glabrescentes; pétalos blancos o amarillos (?).

## Taxonomía
Aechmea dactylina fue descrita por John Gilbert Baker y publicado en Journal of Botany, British and Foreign 17: 161. 1879.
Etimología
Aechmea: nombre genérico que deriva del griego akme ("punta"), en alusión a los picos rígidos con los que está equipado el cáliz.
dactylina: epíteto